# Giovanni I (patriarca di Aquileia)
Giovanni I (... – 619) è stato un patriarca cattolico italiano, patriarca di Aquileia dal 606 al 619.

## Biografia
Alla morte del patriarca Severo, fautore dello scisma dei tre capitoli, a Grado, già da alcuni anni sede del patriarcato, fu indetto il sinodo per l'elezione del successore. Al sinodo intervenne anche l'esarca Smaragdo e, in accordo con il papa Bonifacio IV e con l'imperatore Foca, portò con la forza tutti i vescovi presenti a Ravenna e impose Candidiano come nuovo patriarca .
Il primo atto del nuovo patriarca fu quello di riabbracciare la fede cattolica e quindi di tornare in comunione con Roma. Inoltre mantenne a Grado la sede del patriarcato. Rimessi in libertà i vescovi che avevano partecipato al sinodo, quelli le cui diocesi erano sotto il dominio longobardo, contestando l'elezione di Candidiano perché estorta con la forza, si riunirono in un nuovo sinodo, questa volta in terra longobarda, ed elessero l'abate Giovanni. Questi dichiarò la propria fedeltà ai Tre Capitoli e quindi tutte le diocesi in territorio longobardo rimasero scismatiche. La sede del patriarcato fu riportata ad Aquileia.
Esistono in realtà due versioni sulla vicenda di Giovanni e Candidiano: una di parte gradese, nella Cronica de singulis patriarchis nove Aquileie, che assegna l'elezione di Giovanni ad un colpo di mano del duca cividalese Gisulfo II del Friuli, l'altra aquileiese, riportata negli atti del sinodo di Mantova dell'827, che mette in rilievo l'atto di forza dei Bizantini per far eleggere Candidiano.
Da questo momento e per i successivi centocinquanta anni vi saranno due distinti patriarchi di Aquileia:
- uno scismatico tricapitolino con sede ad Aquileia e con giurisdizione sulle diocesi del regno longobardo;
- uno ortodosso con sede a Grado e con giurisdizione sulle diocesi appartenenti all'impero bizantino (tra cui quelle della laguna veneta e dell'Istria).

Le contrapposizioni tra i due patriarchi non furono solo dogmatiche, ma ebbero anche connotati politico-militari, nell'ambito dei contrasti confinari tra i domini longobardi e bizantini. La questione tra Aquileia e Grado divenne un affare diretto della corona longobarda, tanto che con una lettera si rivolse al re Agilulfo per lamentarsi che il consenso dei vescovi istriani verso Candidiano fosse stato estorto con la forza dai Greci, invitando quindi il re ad intervenire per evitare una nuova iniqua ordinatio che avrebbe ulteriormente minato le sue prerogative.